# بهراد خرازی
بهراد خرازی (زادهٔ ۶ اسفند ۱۳۵۲) بازیگر تلویزیون و تئاتر اهل ایران است.

## فیلم‌شناسی

### مجموعه‌ تلویزیونی
| سال       | عنوان                 | کارگردان            | توضیحات         |
| --------- | --------------------- | ------------------- | --------------- |
| ۱۳۷۷–۱۳۷۶ | جمعه بازار            | رامبد جوان          | شبکه ۳          |
| ۱۳۷۶      | سیب خنده              | رضا عطاران          | شبکه‌ ۱          |
| ۱۳۷۷      | مجید دلبندم           | رضا عطاران          | شبکه ۱          |
| ۱۳۷۷      | باغ ستاره             | شیرین جاهد          | شبکه ۱          |
| ۱۳۷۷      | عید اومد، بهار اومد   | فرشته صدر عرفایی    | شبکه ۲ نوروز ۷۸ |
| ۱۳۷۸      | پرواز سپید            | مهران غفوریان       | شبکه ۵          |
| ۱۳۷۸      | کاشانه                | قاسم جعفری          | شبکه ۳          |
| ۱۳۷۸      | نیلوفرانه             | هوشنگ هدایتی        | شبکه ۳          |
| ۱۳۷۸      | امشب چی               | بهراد خرازی         | کارگردان        |
| ۱۳۷۹      | به‌همین سادگی          | حامد عنقا           | شبکه ۲          |
| ۱۳۸۱      | هیچ‌کس                 | حمیدرضا حافظی       | شبکه ۲          |
| ۱۳۸۴      | قشقرق                 | ارژنگ امیرفضلی      | شبکه ۵          |
| ۱۳۹۳      | دست نزن جیزه          | امیر غفارمنش        | شبکه نسیم       |
| ۱۳۹۴      | بیمار استاندارد       | سعید آقاخانی        | شبکه ۱          |
| ۱۳۹۴      | معمای شاه             | محمدرضا ورزی        | شبکه ۱          |
| ۱۳۹۵      | پنج دری               | امین امانی          | شبکه ۵          |
| ۱۳۹۷      | دنیای گمشده           | امین امانی          | شبکه ۲          |
| ۱۳۹۷      | ایراندخت              | محمدرضا ورزی        | شبکه ۲          |
| ۱۳۹۷      | محله گل و بلبل        | احمد درویشعلی پور   | شبکه ۲          |
| ۱۳۹۸      | وارش                  | احمد کاوری          | شبکه ۳          |
| ۱۳۹۸      | سرگذشت                | سید جمال سید حاتمی  | شبکه ۱          |
| ۱۳۹۹      | دست انداز             | شهاب عباسی          | شبکه نسیم       |
| ۱۳۹۹      | بوم و بانو            | سعید سلطانی         | شبکه ۲          |
| ۱۴۰۰      | یاور                  | سعید سلطانی         | شبکه ۳          |
| ۱۴۰۰      | وجدان درد             | مجید پرکار          | شبکه سلامت      |
| ۱۴۰۰      | نارگیل                | سید ابراهیم عامریان | فیلیمو          |
| ۱۴۰۱      | دیو و ماه‌پیشونی       | حسین قناعت          | فیلم‌نت و فیلیمو |
| ۱۴۰۱      | فوفو مسافری از کامادو | میثم معراجی         | فیلم‌نت          |
| ۱۴۰۱      | خانه پرتغالی‌ها        | مجید شاه رستم       | شبکه ۲          |
| ۱۴۰۱      | وضعیت زرد ۲           | مجید رستگار         | شبکه ۲          |
| ۱۴۰۱      | عملیات رعد            | اصغر نعیمی          | شبکه ۱          |
| ۱۴۰۱      | منم دوست دارم ۲       | مجید پرکار          | شبکه سلامت      |
| ۱۴۰۲      | زیرخاکی ۴             | جلیل سامان          | شبکه ۱          |
| ۱۴۰۳      | طوبی                  | سعید سلطانی         | شبکه ۱          |
| ۱۴۰۳      | تانک خورها            | پرویز شیخ طادی      | شبکه ۳          |
| ۱۴۰۳      | مهیار عیار            | سید جمال سیدحاتمی   | شبکه ۳          |
| ۱۴۰۳      | با عرض معذرت          | محمدرضا حاجی‌غلامی   | شبکه نسیم       |
| ۱۴۰۳      | مرز                   | سید جمال سیدحاتمی   | شبکه سه         |
| ۱۴۰۴      | قول مردونه            | قربان‌علی طاهرفر     | شبکه سه         |

### سینمایی
| سال  | عنوان         | نقش | توضیحات |
| ---- | ------------- | --- | ------- |
| ۱۴۰۳ | صددام         |     |         |
| ۱۴۰۱ | تمساح خونی    |     |         |
| ۱۴۰۰ | شاهزاده و گدا |     |         |
| ۱۳۹۹ | هولیا         |     |         |
| ۱۳۹۸ | سرگذشت        |     |         |
| ۱۳۹۸ | میانبر        |     |         |
| ۱۳۹۷ | تصمیم منطقی   |     |         |
| ۱۳۹۵ | لامبورگینی    |     |         |
| ۱۳۹۳ | زیر نیم کاسه  |     |         |

### تیأتر
- تابستان یخی - کارگردان: امین دلپذیر
- روایت‌های ساده ار زندگی روزمره - کارگردانان: علیرضا دری و پیروز کرمی[۴]

### کارگردان
- مجموعهٔ تلویزیونی امشب چی؟